# Lordan Zafranović
Lordan Zafranović (nascut l'11 de febrer de 1944) és un director de cinema txec-croat i una figura important de l'Ona Negra Iugoslava. Viu a Praga i Zagreb.

## Primers de la vida
Lordan Zafranović va néixer l'any 1944 a Maslinica, illa de Šolta, Dalmàcia, durant l'ocupació feixista de Iugoslàvia. Va passar els dos primers anys de la seva vida al camp de refugiats d'El Shatt juntament amb la seva mare Marija i el seu germà gran Zdenko. Després de la guerra, la família es va reunir amb el pare Ivan i es va traslladar a Split, on va néixer el germà petit Andrija. Es va graduar en enginyeria de vaixells a l'Escola Marina de Split el 1962 i va continuar els estudis de literatura i belles arts a l'Acadèmia Pedagògica de Split (més tard Universitat de Split) de 1963 a 1967.

## Treball
Zafranović pertany a l'onada de Praga (de vegades també anomenada Praška filmska škola), una generació de reconeguts directors iugoslaus que havien estudiat a l'Escola de Cinema de Praga (FAMU) ) cap al 1968. Els seus companys eren Rajko Grlić, Goran Marković, Goran Paskaljević, Srđan Karanović i el càmera Predrag Pega Popovic. Una generació més tard, el també director Emir Kusturica, el càmera Vilko Filač i el germà petit de Lordan, l'editor de cinema Andrija Zafranović van estudiar a la FAMU.
Lordan Zafranović va començar la seva carrera cinematogràfica com a amateur al Kino klub Split l'any 1961 als 15 anys. A partir de 1965, va treballar com a professional, entrant a la FAMU el 1967 com a autor ja madur amb experiència i premis en festivals, concretament pel seu curtmetratge experimental seminal Poslije podne (Puška) (1968). Va ser guardonat com a Màster en Cinema Amateur Internacional el 1966 i es va graduar en direcció de cinema com a estudiant màster del guanyador de l'Acadèmia Elmar Klos el 1971.
Els primers llargmetratges de Lordan Zafranović són Nedjelja (Diumenge, 1969), amb Goran Marković en el papaer principal, i Muke po Mati (1975), que li va valer el premi de la crítica al Festival de Cinema de Pula. Tanmateix, la seva obra més coneguda és la pel·lícula de culte Okupacija u 26 slika (1978), de la qual va coescriure, com la seva llargmetratge anterior, amb l'aclamat escriptor Mirko Kovač. La pel·lícula va reinventar el gènere de pel·lícules de partisans iugoslaus amb el seu exuberant escenari mediterrani de Dubrovnik i la seva estètica, contrastant la felicitat d'una família aristocràtica acomodada i els seus amics amb l'arribada del mal, a través de l'ocupació feixista i la violència, i el col·lapse de la moral i la societat. La pel·lícula va ser un gran èxit de taquilla a Iugoslàvia i a Txecoslovàquia. Va guanyar el Velika zlatna arena a la millor pel·lícula al Festival de Cinema de Pula. Va ser nominada al Festival Internacional de Cinema de Canes i presentada com a entrada de Iugoslàvia als Premis Oscar. A Hollywood, la pel·lícula era considerada com una de les preferides, només que el director hagués acceptat escurçar l'escena d'una brutal massacre en un autobús, el clímax de la pel·lícula. Zafranović va declinar i va perdre l'Oscar. Va continuar la seva trilogia de la Segona Guerra Mundial amb Pad Italije (1981), ambientada a la seva illa natal Šolta durant l'ocupació italiana, que evoluciona al voltant de l'ascens i la caiguda de un jove oficial partisà que està corromput pel poder, i Večernja zvona (1986), també coescrita amb Mirko Kovač, que narra la vida d'un noi del poble (interpretat per Rade Šerbedžija) que va anar a la ciutat i es va convertir en partisà, i que després va acabar internat primer a l'Alemanya nazi i segon, després de la separació de Tito-Stalin el 1948, a una presó iugoslava. Pad Italije li va guanyar la Velika zlatna arena a la millor pel·lícula per segona vegada, Večernja zvona la zlatna arena al millor director al Festival de cinema de Pula. A mitjans dels anys vuitanta Zafranović va tornar a temes més íntims, amb pel·lícules com Ujed anđela (1984) i Haloa - praznik kurvi (1988), destacades pel seu drama psicològic i eròtic. També va dirigir nombroses produccions de televisió per a Ràdio Televisió Belgrad i Ràdio Televisió Zagreb.
En la seva llarga i productiva carrera, Zafranović va aconseguir realitzar les seves pel·lícules sense trair la seva visió creativa i l'ethos professional, contra tot pronòstic. Ha estat elogiat com "un dels grans mestres del modernisme" (Dina Iordanova), "un dels grans mestres del cinema iugoslau" i "un clàssic mediterrani les pel·lícules del qual es poden comparar amb les d'Angelopoulos, Bertolucci. o Liliana Cavani" (Ranko Munitić), mentre que els seus enemics el van denunciar com un "director del règim" que es lliurava al "manierisme" (Nenad Polimac). La investigadora cinematogràfica britànico-búlgara Dina Iordanova afirma correctament que la seva "ocupació principal ha estat explorar les pressions experimentades per la gent comuna en circumstàncies històriques extremes. Les seves pel·lícules desafien els fonaments més profunds del nacionalisme i qüestionen la justificació de la violència històrica." Com en el cas d'altres directors iugoslaus autèntics i de lliure pensament, com Dušan Makavejev o Želimir Žilnik, les pel·lícules de Zafranović sovint van causar controvèrsia. Això va culminar amb la seva ocupació amb els crims del NDH i els Ústaixa durant la Segona Guerra Mundial i els seus documentals Krv i pepeo Jasenovca (1983) i Zalazak stoljeća: Testament L.Z. (1993) sobre el judici per crims de guerra contra el] ministre de l'Interior del NDH Andrija Artuković. Actualment, la seva rica i eminent obra es redescobreix a tota l'antiga Iugoslàvia i més enllà, també a Croàcia. Tal com diu Jasna Nanut, l'obra de Lordan Zafranović en conjunt espera una valoració crítica com a "una part indispensable i essencial de la cinematografia croata".

## Exili i tornada a Croàcia
Poc abans de la ruptura de Iugoslàvia el 1991, Zafranović es va unir al Comitè Central de la Lliga de Comunistes de Croàcia el 1989 per un breu període. A causa de la seva pel·lícula Krv i pepeo Jasenovca quan Franjo Tuđman va arribar al poder com a primer president de la República de Croàcia i després que Croàcia es convertís en país independent, Zafranović va ser declarat pel president croat com "enemic del poble croat" i obligat a abandonar el país. Va portar la seva pel·lícula sobre Artuković, que va acabar a l'exili com a relat personal sobre la reaparició de la ideologia i la violència feixistes a Croàcia: El seu Zalazak stoljeća: Testament L.Z. (1993) és, en paraules de Dina Iordanova, "una poderosa acusació del nacionalisme croat passat i actual". Es va establir a Praga i va continuar treballant per a Česká televize. Més d'una dècada després, va tornar a Zagreb per fer el seu monumental sèrie de televisió a Josip Broz Tito, Tito – posljednji svjedoci testamenta (2011), coproduïda per Ràdio Televisió Zagreb.

## Filmografia
Curtmetratges amateurs
- Nedelja (1961)
- Dječak i more (1962)
- Splite grade (1962)
- Proizvođac Ranko (1962)
- Priča (1963)
- Dnevnik (1964)
- Dah (1964)
- Arija (1965)
- Noć i poslije noći, noć (1965)
- Koncert (1965)
- Kišno (Nevina subota) (1965)
- Sunčano (1965)
- Maestral (1967)

Treballs a la FAMU
- Rondo (1968)
- Gospođa čistačica (1969)
- Posljedjna vrpca (1970)

Llargmetratges professionals
- Živjela mladost (Dnevnik 2) (1965)
- Portreti (u prolazu) (1966)
- Mali vagabund (1966)
- Dragi Džoni kradeju ti zlato (1966)
- Dan i noć (Pjaca) (1966)
- Gornji grad (1966)
- Kavalkada (tri filma) (1967)
- Djevojka X (1967)
- Ljudi (u prolazu) (1967)
- Poslije podne (puška) (1967)
- Nedjelja (1969)
- Valcer (moj prvi ples) (1970)
- Ave Marija (moje prvo pijanstvo) (1971)
- Antika (1971)
- Mora (1972)
- Predgrađe (Ibisa) (1972)
- Ubistvo u noćnom vozu (1973)
- Zavnoh (1973)
- Kronika jednog zločina (1973)
- Rad zida grad; 1974)
- San (de natura sonoris); 1975)
- Muke po Mati (1975)
- Zagrebački velesajam; 1976)
- Film o gostima i radnicima; 1977)
- Okupacija u 26 slika (1978) Velika zlatna arena a la millor pel·Lícula
- Slobodna interpretacija; 1979)
- Zagreb živi s Titom; 1980)
- Pad Italije (1981) Velika zlatna arena a la millor pel·lícula
- Zavičaj (Vladimir Nazor); 1982)
- Ujed anđela (1984.)
- Krv i pepeo Jasenovca; 1985)
- Večernja zvona (1986.) Zlatna arena al millor director
- Mare adriaticum (1986)
- Amorella (1987)
- Haloa – Praznik kurvi (1988.)
- Zalazak stoljeća/Testament L. Z. (1994.)
- Lacrimosa/osveta je moja (1995.)
- Kdo je M.Š.; 2000)
- Lica terakota; 2003)
- Oči Pekinga; 2003)
- Simfonija nebeskog grada; 2003)
- Tito – posljednji svjedoci testamenta: 1. Proslov (2011)
- Tito – posljednji svjedoci testamenta: 2. Ilegala (2011)
- Tito – posljednji svjedoci testamenta: 3. Praskozorje (2011)
- Tito – posljednji svjedoci testamenta: 4. Ustanak (2011)
- Tito – posljednji svjedoci testamenta: 5. Patnja i nada (2011)
- Tito – posljednji svjedoci testamenta: 6. Borba (2011)
- Tito – posljednji svjedoci testamenta: 7. Stvaranje (2011)
- Tito – posljednji svjedoci testamenta: 8. Pobjeda i odmazda (2011)
- Tito – posljednji svjedoci testamenta: 9. Conquest (2011)
- Tito – posljednji svjedoci testamenta: 10. Procvat (2011)
- Tito – posljednji svjedoci testamenta: 11. 777 sedmica (2011)
- Tito – posljednji svjedoci testamenta: 12. Razdor (2011)
- Tito – posljednji svjedoci testamenta: 13. Smrt (2011)
- Zeitgeist (Duh vremena) (2018)